# Расмус Гойлунн
Ра́смус Ві́нтер Го́йлунн (дан. Rasmus Winther Højlund; нар. 4 лютого 2003, Копенгаген, Данія) — данський футболіст, нападник англійського клубу «Манчестер Юнайтед» та збірної Данії.

## Клубна кар'єра
Расмус починав займатися футболом у молодіжних командах столичних клубів. Після перебування в академії клубів «Брондбю» та «Голбека» хлопець перебрався до клубу «Копенгаген». 25 жовтня 2020 року відбувся його дебют на професійному рівні. А у грудні того року футболіст підписав з клубом новий контракт, дія якого розрахована до кінця 2023 року.
На початку 2022 року перейшов до австрійського клубу «Штурм», де з перших матчів відзначився високою результативністю. За перші півроку в новій команді в усіх турнірах забив 8 голів у 18 матчах.
Вже 27 серпня 2022 знову змінив клуб, уклавши п'ятирічний контракт з італійською «Аталантою», яка сплатила за трансфер перспективного нападника 17 млн євро. У новій команді відразу почав отримувати ігровий час і демонструвати пристойну результативність.
Відігравши лише один сезон у Серії A, у серпні 2023 року данець перебрався до Англії, уклавши п'ятирічний контракт із «Манчестер Юнайтед», якому трансфер обійшовся вже у 70 мільйонів євро плюс додаткові можливі 10 мільйонів євро у вигляді бонусів.
26 грудня 2023 року відзначився дебютним голом в Прем'єр-лізі (у 15-му матчі) за «Манчестер Юнайтед» у ворота «Астон Вілли».

## Збірна
У 2018—2022 роках був гравцем юнацьких збірних Данії.
З 2022 року залучається до складу молодіжної збірної країни.
У вересні того ж 2022 року 19-річний на той час футболіст дебютував в офіційних матчах у складі національної збірної Данії. Відтоді регулярно отримує виклики до її лав. Лік своїм голам за національну команду відкрив вже у третій грі у її складі, причому відразу відзначившись хет-триком, забивши усі три голи данців у грі проти фінів у відборі на чемпіонат Європи 2024 (3:1).

## Особисте життя
Батько Расмуса — Андерс — також у минулому професійний футболіст. Два молодших брати Еміль та Оскар займаються в академії «Копенгагена».

## Статистика виступів

### Статистика клубних виступів
Станом на 5 серпня 2023
| Сезон                  | Команда                | Чемпіонат              | Чемпіонат | Чемпіонат | Національний кубок | Національний кубок | Національний кубок | Континентальні кубки | Континентальні кубки | Континентальні кубки | Інші змагання | Інші змагання | Інші змагання | Усього | Усього | Усього |
| Сезон                  | Команда                | Ліга                   | Ігор      | Голів     | Ліга               | Ігор               | Голів              | Ліга                 | Ігор                 | Голів                | Ліга          | Ігор          | Голів         | Ігор   | Голів  |        |
| ---------------------- | ---------------------- | ---------------------- | --------- | --------- | ------------------ | ------------------ | ------------------ | -------------------- | -------------------- | -------------------- | ------------- | ------------- | ------------- | ------ | ------ | ------ |
| 2020–21                | «Копенгаген»           | СЛ                     | 4         | 0         | КД                 | 1                  | 0                  |                      | -                    | -                    |               | -             | -             | 5      | 0      |        |
| лип.-груд. 2021        | «Копенгаген»           | СЛ                     | 15        | 0         | КД                 | 1                  | 0                  | ЛК                   | 11                   | 5                    |               | -             | -             | 27     | 5      |        |
| Усього за «Копенгаген» | Усього за «Копенгаген» | Усього за «Копенгаген» | 19        | 0         |                    | 2                  | 0                  |                      | 11                   | 5                    |               | -             | -             | 32     | 5      |        |
| січ.-черв. 2022        | «Штурм» (Грац)         | БЛ                     | 13        | 6         | КА                 | 0                  | 0                  | ЛК                   | 5                    | 2                    |               | -             | -             | 18     | 8      |        |
| 2022-серп. 2022        | «Штурм» (Грац)         | БЛ                     | 5         | 3         | КА                 | 1                  | 2                  | ЛК                   | 2                    | 1                    |               | -             | -             | 8      | 6      |        |
| Усього за «Штурм»      | Усього за «Штурм»      | Усього за «Штурм»      | 18        | 9         |                    | 1                  | 2                  |                      | 7                    | 3                    |               | -             | -             | 26     | 14     |        |
| серп. 2022–23          | «Аталанта»             | A                      | 32        | 9         | КІ                 | 2                  | 1                  | -                    | -                    | -                    | -             | -             | -             | 34     | 10     |        |
| 2023–24                | «Манчестер Юнайтед»    | ПЛ                     | -         | -         | КА+КЛ              | -                  | -                  | ЛЧ                   | -                    | -                    | -             | -             | -             | -      | -      |        |
| Усього за кар'єру      | Усього за кар'єру      | Усього за кар'єру      | 69        | 18        |                    | 5                  | 3                  |                      | 13                   | 6                    |               | -             | -             | 87     | 27     |        |

### Статистика виступів за збірну
Станом на 5 серпня 2023
| Дата      | Місто      | Господарі | Результат | Гості             | Турнір                               | Голи | Примітки |
| --------- | ---------- | --------- | --------- | ----------------- | ------------------------------------ | ---- | -------- |
| 22-9-2022 | Загреб     | Хорватія  | 2 – 1     | Данія             | Ліга націй УЄФА 2022-2023 - 1-й етап | -    | 60'      |
| 25-9-2022 | Копенгаген | Данія     | 2 – 0     | Франція           | Ліга націй УЄФА 2022-2023 - 1-й етап | -    | 59' 80'  |
| 23-3-2023 | Копенгаген | Данія     | 3 – 1     | Фінляндія         | Відбір до ЧЄ 2024                    | 3    |          |
| 26-3-2023 | Астана     | Казахстан | 3 – 2     | Данія             | Відбір до ЧЄ 2024                    | 2    | 90+4'    |
| 16-6-2023 | Копенгаген | Данія     | 1 – 0     | Північна Ірландія | Відбір до ЧЄ 2024                    | -    | 90+2'    |
| 19-6-2023 | Любляна    | Словенія  | 1 – 1     | Данія             | Відбір до ЧЄ 2024                    | 1    | 71'      |
| Усього    |            | Матчів    | 6         |                   | Голів                                | 6    |          |

## Титули і досягнення
- Володар Кубка Англії (1):

«Манчестер Юнайтед»: 2023-24